# Бань Гу
Бань Гу (кит. упр. 班固, пиньинь Ban Gu; по прозванию Мэнцзянь (кит. упр. 孟堅, пиньинь Mengjian); 32 — 92) — китайский историограф и поэт, создатель жанра «династических историй» (то есть историй, посвящённых отдельному царствующему дому).

## Биография
Отец Бань Гу — Бань Бяо — жил во время падения ранней династии Хань, правления узурпатора Ван Мана и воцарения новой династии Хань. Он хотел создать историю династии, падение которой ему довелось видеть собственными глазами, и закончить рассказ о ней, некогда начатый Сыма Цянем, однако это ему не удалось, и он оставил собранные материалы сыну.
Так как китайские императоры очень серьёзно относились к истории, попытка составления династийной истории без высочайшего повеления чуть не стоила Бань Гу жизни, от последствий доноса его спасло только заступничество его брата Бань Чао, служившего при императорском дворе. После долгих хлопот, добившись аудиенции у самого Сына Неба, Бань Гу, наконец, не только был прощён, но и получил доступ к императорским архивам.
В течение 20 лет (с 62 по 82 годы) Бань Гу написал «Историю династии Хань» из ста глав, после чего этот труд был представлен императору. Ещё до её завершения Сын Неба, оценивший литературный талант Бань Гу, поручил ему составить обзор знаменитых дискуссий между учёными-конфуцианцами, которые велись тогда во дворце в Зале Белого тигра. Помимо исторических работ, Бань Гу находил время и для поэззии, его «Оды о двух столицах» имели немалый успех при дворе. Однако ни одно сочинение Бань Гу не принесло ему ни высоких чинов, ни богатства.
Бань Гу погиб трагически и нелепо. Некогда пьяный раб Бань Гу оскорбил столичного градоначальника, остановив его колесницу. Градоначальник поостерёгся тогда излить свой гнев на его хозяина — у историка был при дворе могущественный покровитель. Однако «обиженный» лишь ждал своего часа — и дождался. Как только пал всемогущий царедворец, обвинённый в государственной измене и казнённый вместе со всем своим родом, был схвачен городской стражей и Бань Гу. Очутившись в тюрьме у своего недруга, он был обречён; прежде, чем друзья историка успели исхлопотать помилование, узник погиб в заточении.
После смерти Бань Гу его работа была дополнена сестрой, Бань Чжао (班昭), первой женщиной-историографом древнего Китая.